# Ліліт Саркісян
Ліліт Саркісян (англ. Lilit Sarkisian, нар. 29 червня 1990) – українська художниця, підприємиця, засновниця магазину LILIT ART STORE та освітньої арт-платформа ART ADDICTED. 

## Життєпис
У 3 роки емігрувала сім'єю з Вірменії до України, втікши від війни, наслідків землетрусу та злиднів. У 16 років вступила до Інституту філології КНУ ім. Шевченка на україністику і практично тоді стала працювати. Першою роботою став Український тиждень моди – Саркісян прийшла туди як хостес, потім працювала fashion-редакторкою.
2009 – 2015 року Саркісян видавала міжнародний журнал TheNorDar про мистецтво та культуру різних народів. У 2015 році соціальний проєкт журналу “ПОМІШАНІ” потрапив до ТОП-3 проектів України за версією журналу Forbes, завершивши таким чином етап самвидаву. Паралельно із роботою над журналом Саркісян продовжувала малювати.
Багато років до вступу до ВНЗ писала картини олією, але потім перейшла на акварель. Проводячи велику кількість часу у fashion-індустрії, Саркісян почала створювати fashion-ілюстрації. З них у 2010 році розпочала кар'єру художниці.
У 2010 році Ліліт Саркісян презентувала виставку ілюстрацій у рамках Ukrainian Fashion Week у виставковому центрі Мистецького Арсеналу. Перше комерційне замовлення надійшло після виставки: запрошення на показ дизайнера.
З 2010 по 2014 роки Саркісян створила безліч ілюстрацій для дизайнерів одягу та подіумних колекцій, брендбуки, запрошення, вітрини.
У 2015 році запустила першу колекцію листівок з ілюстраціями в дерев'яному футлярі, пізніше - колекцію власного одягу з авторськими картинами, а в 2016 році – повноцінний магазин LILIT ART STORE з дизайнерським мерчем.
У 2017 році стала амбасадоркою міжнародного ювелірного бренду PANDORA, того ж року – амбасадоркою бренду HUAWEI. В офіційному магазині Android з'явилися офіційні теми із картинами Ліліт Саркисян. Такі колаборації до неї реалізували лише дві художниці з України.
У 2019 році на запрошення Huawei полетіла до Китаю на всесвітню виставку HDC 2019 презентувати свою творчість та колаборацію з брендом.
У лютому 2019 року Ліліт Саркісян взяла участь у Milan Fashion Week, де у рамках презентацій дизайнерських колекцій організувала інтерактив – писала велике настінне панно.
У 2021 році здобула другу вищу освіту – ступінь МВА. Художньої освіти, як і раніше, не має.
У 2022 році оформила інтер'єр та екстер'єр супермаркету "Сільпо" у Каневі розміром 1500 квадратних метрів.
Одружена. Має двох дітей.

## Проєкти
- Ліліт Саркісян[11] розписала 40+ стін у приватних та комерційних приміщеннях по всьому світу. Її роботи [12] є у приватних колекціях[13] клієнтів з Києва, Сум, Одеси, Єревану, Тбілісі, Мінська, Парижа, Мілану, Дубая.

- Найсміливіший проєкт – поїздка в ОАЕ на запрошення дочки Шейха Дубаю, Фатіми Аль Мактум. Проєкт: розпис коней. ОАЕ, листопад, 2019

- Найнезвичайніший проєкт - розпис гіпсової корови в людський зріст для мережі закладів "Молоко від фермера"[14].

- Найкоротший проєкт: розпис стіни в новому будинку в Бучі. Через 2 роки будинок зруйнований російською крилатою ракетою.

- Майстер-класи: перший майстер-клас Ліліт Саркісян провела у 2014 році. З того часу реалізовано 50+ МК та воркшопів у Києві, Львові, Одесі, Єревані, Тбілісі, Мінську, Мілані, Дюсельдорфі.

Амбасадорство:
1. HUAWEI –  2017-2018
2. PANDORA[15]  –  2017-2019

1 000 000 скачувань тем Ліліт Саркісян в офіційному магазині Huawei.

## ART ADDICTED
Освітня платформа «Захоплені мистецтвом» в інноваційному форматі edutainment – education + entertainment. Платформа навчає малюванню, бізнес-процесам для творчих людей: комунікації, менеджмент, маркетинг, продаж, фінанси –  інтерактивно, у форматі репетиції реального життя. Платформа включає відеоуроки – повнометражні художні фільми Ліліт Саркісян. Практика заснована на реальних подіях та сценаріях із життя. Домашні завдання у вигляді реальних замовлень дають зіркові клієнти чи відомі компанії. Студенти та студентки виконують ДЗ на конкурсній основі, а переможці, яких обирають клієнти, одержують гонорар. Вибрані ТОП робіт виставляються на продаж у POP UP на партнерському сайті LILIT ART STORE. Проєкт супроводжують педагог, куратор та психолог. Зворотній зв'язок від Ліліт Саркісян надається щодо кожної роботи.

## Нагороди
- Номінація INFLUENCER року
- Номінація “ТОП 100 НАЙБІЛЬШИХ НАДИХАЮЧИХ ЛЮДЕЙ КРАЇНИ”
- Номінація ART BLOGGER of the world